# Madan (obchtina)
Madan (bulgare : Мадан) est une obchtina de l'oblast de Smolyan en Bulgarie.